# Johanna Elsig
Johanna Elsig (Düren, 1992. november 1. –) német válogatott női labdarúgó.

## Pályafutása

### Klubcsapat
Pályafutását a Düren csapatában kezdte, majd innen került 2009-ben a Bayer Leverkusen csapatához. Szeptember 20-án góllal mutatkozott be az FV Löchgau elleni másodosztályú bajnoki mérkőzésen. A 2009–10-es szezon során csoportjukat megnyerve feljutottak az élvonalba. Az élvonalban az FCR 2001 Duisburg ellen debütált. 2012. május 11-jén bejelentették, hogy a 2012–13-as szezont már a Turbine Potsdam játékosaként folytatja. Több sérülés is akadályozta az itt töltött évei alatt. 2021 júliusában szerződtette a francia Montpellier csapata. Második szezonjában sérülés miatt kevesebb lehetőséget kapott, majd 2023 nyarán elhagyta a klubot.

### Válogatott
Végig járta a korosztályos válogatottakat, majd részt vett a 2009-es U17-es női labdarúgó-Európa-bajnokságon, ahol aranyérmesként fejezték be a tornát. A 2010-es és a 2011-es U19-es női labdarúgó-Európa-bajnokságon is rész vett. 2017. április 9-én mutatkozott be a felnőtt válogatottban Kanada ellen.

## Sikerei, díjai

### Válogatott
- Németország U17
  - U17-es női labdarúgó-Európa-bajnokság: 2009
- Németország U19
  - U19-es női labdarúgó-Európa-bajnokság: 2011

### Egyéni
- Fritz Walter-medál – aranyérmes: 2011